# Flocons d'amour
Pour plus de détails, voir Fiche technique et Distribution.
Flocons d'amour (Let It Snow) est un film de Noël comique et romantique américaine réalisée par Luke Snellin, sortie en 2019 sur la plateforme Netflix.
Elle est basée sur le roman du même nom de 2018, écrit par Maureen Johnson, John Green et Lauren Myracle.

## Synopsis
À la veille de Noël, la vie d'un groupe de lycéens va prendre une tout autre tournure lorsqu'une tempête de neige va frapper leur petite ville. Tout va être remis en cause, amitiés et amours vont être chamboulés. La magie de Noël va opérer partout entre une histoire d'amour improbable qui surgit dans des conditions exceptionnelles, des liens et des amitiés très fortes qui se tissent et des masques qui tombent.

## Fiche technique du film
- Titre original du film : Let It Snow
- Titre français : Flocons d'amour
- Réalisation : Luke Snellin (en)
- Scénario : Laura Solon, Victoria Strouse, Kay Cannon
- Production : Dylan Clark et Alexa Faigen
- Société de production : Dylan Clark Productions
- Société de distribution : Netflix
- Pays d'origine :  États-Unis
- Langue originale : anglais
- Durée : 1 h 33
- Format : couleur
- Date de sortie : 8 novembre 2019

## Distribution[2]
- Isabela Moner (VF : Adeline Chetail) : Julie Reyes
- Shameik Moore (VF : Franck Lorrain) : Stuart Bale
- Kiernan Shipka (VF : Lou Lévy) : Angie/Duc
- Odeya Rush (VF : Alexandra Ansidei) : Addie
- Liv Hewson (VF : Florine Orphelin) : Dorrie
- Mitchell Hope (VF : Maxime Baudouin) : Tobin
- Jacob Batalon (VF : Pascal Nowak) : Keon
- Joan Cusack (VF : Josiane Pinson) : Mme Papier d’alu
- Matthew Noszka (VF : Clément Moreau) : JP Lapierre
- Anna Akana (VF : Laure Filiu) : Kerry
- Miles Robbins : Billy (VF : Thomas Sagols)
- D'Arcy Carden (VF : Armelle Gallaud) : Kira
- Andrea de Oliveira (VF : Nathalie Karsenti) : Debbie

## Version française
- Société de doublage : Cinephase
- Direction artistique : Michèle Dorge
- Adaptation des dialogues : Sandra Dumontier